# Fajiz as-Sarradż

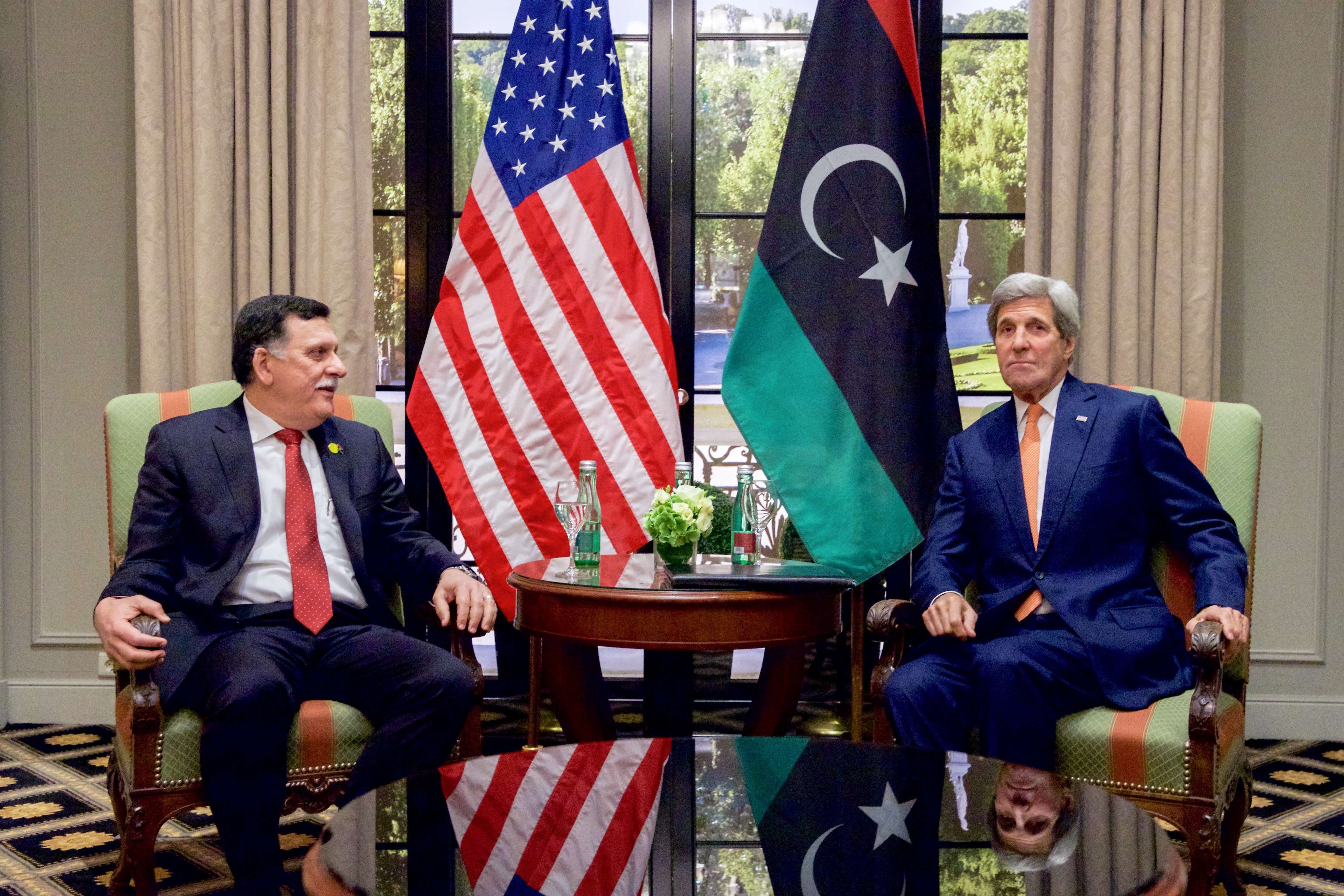
Fajiz as-Sarradż i John Kerry (2016)

Fajiz as-Sarradż (arab. ‏فايز السراج‎, ur. 20 lutego 1960 w Trypolisie) – libijski polityk, w latach 2016–2021 przewodniczący Rady Prezydenckiej i premier Libii.

## Kariera polityczna
W latach 2012–2014 był deputowanym do Powszechnego Kongresu Narodowego z Trypolisu, natomiast od 2014 jest deputowanym do Izby Reprezentantów. Na podstawie ustaleń pokojowych z 17 grudnia 2015 pomiędzy stronami walczącymi w wojnie domowej został desygnowany na stanowisko premiera w Rządzie Jedności Narodowej. 19 stycznia 2016 skład jego gabinetu został zaprezentowany i zaakceptowany przez walczące ze sobą parlamenty. 25 stycznia 2016 Izba Reprezentantów wyraziła wotum nieufności wobec gabinetu as-Sarradża stosunkiem głosów 89 do 15 oraz zerwała porozumienie pokojowe z Powszechnym Kongresem Narodowym.
Kolejne rundy negocjacyjne pomiędzy stronami konfliktu doprowadziły do wyłonienia nowego składu gabinetu, tym razem złożonego z 18 ministrów. As-Sarradż ponadto miał objąć stanowisko przewodniczącego Rady Prezydenckiej – kolegialnego organu wykonującego zadania głowy państwa. 12 marca 2016 rząd został sformowany i wezwał rywalizujące parlamenty do uznania jego władzy. Pomimo obustronnego poparcia, Izba Reprezentantów i rząd Abd Allaha as-Saniego wstrzymali się od głosowania nad wotum zaufania dla nowego gabinetu. W Bengazi doszło do protestów przeciwko rządowi jedności narodowej. 17 marca 2016 premier zapowiedział przeniesienie siedziby nowego rządu z Tunisu do Trypolisu. 30 marca 2016 rząd as-Sarradża powrócił do stolicy Libii.
5 kwietnia 2016 samozwańczy rząd Chalify al-Ghuwajla, lojalny wobec Powszechnego Kongresu Narodowego podjął decyzję o samorozwiązaniu i przekazaniu nowemu gabinetowi pełni władzy. Jednocześnie nielegalny parlament rozwiązano, co umocniło pozycję premiera i otworzyło drogę do realizacji planu pokojowego zaproponowanego przez ONZ. 
W następstwie uprzedniej rezygnacji as-Sarradża, 5 lutego 2021 Abd al-Hamid ad-Dubajba został desygnowany do objęcia stanowiska premiera, natomiast Muhammad al-Manfi do objęcia stanowiska przewodniczącego Rady Prezydenckiej. As-Sarradż zakończył pełnienie funkcji przewodniczącego Rady Prezydenckiej 10 marca, a funkcji premiera 15 marca.